# Футбол на літніх Олімпійських іграх 2012
Змагання з Футболу на літніх Олімпійських іграх 2012 проходили в Лондоні та інших містах Сполученого Королівства з 25 липня по 11 серпня.
Фінали були зіграні на стадіоні Вемблі.
Жіночий турнір проходив за участі національних збірних, тоді як у чоловічому брали участь гравці до 23 трьох років. За правилами Олімпійських ігор чоловічі команди мали право заявити три гравці віком понад 23 роки.
В Іграх взяли участь 16 чоловічих та 12 жіночих команд. Футбольний турнір почався за два дні до церемонії відкриття Ігор 27 липня. Жеребкування турніру відбулося 24 квітня 2012 року.

## Стадіони
На Олімпійських іграх 2012 року футбольні матчі відбувались на шести стадіонах: в Лондоні, Південно-Східній Англії, Північно-Західній Англії, Мідлендсі, Шотландії та в Уельсі.
| Вемблі            | Олд Траффорд      |
| Місткість: 90 000 | Місткість: 76 212 |
|                   |                   |
| Кардіфф           | Ньюкасл-апон-Тайн |
| Мілленіум         | Сент-Джеймс Парк  |
| Місткість: 74 500 | Місткість: 52 387 |
| 5 February 2009   | 21 August 2008    |
| Глазго            | Ковентрі          |
| Гемпден-Парк      | Сіті оф Ковентрі  |
| Місткість: 52 103 | Місткість: 32 500 |
| 18 July 2004      |                   |

## Календар
| Г | Груповий раунд | ¼ | Чвертьфінали | ½ | Півфінали | Т | Матч за 3-тє місце | Ф | Фінал |

| Раунд↓/Дата → | Ср 25 | Чт 26 | Пт 27 | Сб 28 | Нд 29 | Пн 30 | Вт 31 | Ср 1 | Чт 2 | Пт 3 | Сб 4 | Нд 5 | Пн 6 | Вт 7 | Ср 8 | Чт 9 | Чт 9 | Пт 10 | Сб 11 |
| ------------- | ----- | ----- | ----- | ----- | ----- | ----- | ----- | ---- | ---- | ---- | ---- | ---- | ---- | ---- | ---- | ---- | ---- | ----- | ----- |
| Чоловіки      |       | Г     |       |       | Г     |       |       | Г    |      |      | ¼    |      |      | ½    |      |      |      | Т     | Ф     |
| Жінки         | Г     |       |       | Г     |       |       | Г     |      |      | ¼    |      |      | ½    |      |      | Т    | ф    |       |       |

## Чоловічий турнір з футболу
| Група A                                     | Група B                                        | Група C                                        | Група D                                 |
| ------------------------------------------- | ---------------------------------------------- | ---------------------------------------------- | --------------------------------------- |
| - Велика Британія - Сенегал - ОАЕ - Уругвай | - Мексика - Південна Корея - Габон - Швейцарія | - Бразилія - Єгипет - Білорусь - Нова Зеландія | - Іспанія - Японія - Гондурас - Марокко |

## Жіночий турнір з футболу
| Група E                                                | Група F                          | Група G                                     |
| ------------------------------------------------------ | -------------------------------- | ------------------------------------------- |
| - Велика Британія - Нова Зеландія - Камерун - Бразилія | - Японія - Канада - Швеція - ПАР | - США - Франція - Колумбія - Північна Корея |

## Переможці
| Турнір   | Золото | Срібло | Бронза |
| Чоловіки | Мексика (MEX) Хосе Корона (капітан) Ісраель Хіменес Карлос Сальсідо Ірам М'єр Дарвін Чавес Ектор Еррера Хав'єр Кортес Марко Фабіан Орібе Перальта Джовані дос Сантос Хав'єр Акіно Рауль Хіменес Дієго Реєс Хорхе Енрікес Нестор Відріо Мігель Понсе Нестор Араухо Хосе Антоніо Родрігес | Бразилія (BRA) Габріел Рафаел Тіагу Сілва (капітан) Жуан Жезус Сандро Марсело Лукас Ромуло Леандро Даміан Оскар Неймар Халк Бруно Увіні Даніло Алекс Сандро Гансо Алешандре Пату Нету                                                                            | Південна Корея (KOR) Чон Сон Рьон О Че Сок Юн Сок Йон Кім Йон Гвон Кім Кі Хі Кі Сон Йон Кім Бо Гьон Пек Сон Дон Чі Дон Вон Пак Чу Йон Нам Тхе Хі Хван Сок Хо Ку Ча Чхоль (капітан) Кім Чхан Су Пак Джон У Чон У Йон Кім Хьон Сон Лі Бом Йон                                           |
| Жінки    | США (USA) Гоуп Соло Гезер Міттс Крісті Ремпоун (капітан) Беккі Сауербранн Келлі О'Гара Емі Лепейлбет Шеннон Боккс Емі Родрігес Гезер О'Рейллі Карлі Ллойд Сідні Леру Лорен Чені Алекс Морган Еббі Вамбах Меган Рапіноу Рейчел Б'юлер Тобін Гіт Ніколь Барнгарт                          | Японія (JPN) Фукумото Міхо Кінґа Юкарі Івасімідзу Адзуса Кумаґай Сакі Самесіма Ая Сакаґуті Мідзухо Андо Кодзуе Міяма Ая (капітан) Кавасумі Нахомі Сава Хомаре Оно Сінобу Яно Кьоко Маруяма Каріна Танака Асуна Такасе Меґумі Івабуті Мана Оґімі Юкі Кайхорі Аюмі | Канада (CAN) Каріна Леблан Челсі Стюарт Кармеліна Москато Робін Гейл Кейлін Кайл Ріан Вілкінсон Діана Матесон Кендіс Чепмен Лорен Сесселманн Дезіре Скотт Крістін Сінклер (капітан) Софі Шмідт Мелісса Танкреді Келлі Паркер Джонелл Філіньо Бріттані Тімко Ерін Маклеод Мері-Ів Нолт |